# Synchlora jucunda
Synchlora jucunda är en fjärilsart som beskrevs av Felder 1875. Synchlora jucunda ingår i släktet Synchlora och familjen mätare. Inga underarter finns listade i Catalogue of Life.